# پتروواتس (پروکوپیه)
پتروواتس (به صربی: Petrovac) یک منطقهٔ مسکونی در صربستان است که در پروکوپلیه واقع شده‌است. پتروواتس ۴۳۶ نفر جمعیت دارد.